# Castell'Umberto

Ubicació de Castell'Umberto dins de la província

Castell'Umberto (sicilià Castedd'Umbertu) és un municipi italià, dins de la ciutat metropolitana de Messina. L'any 2005 tenia 3.414 habitants. Limita amb els municipis de Naso, San Salvatore di Fitalia, Sinagra, Tortorici i Ucria.

## Administració
| Període | Identitat                  | Partit        |
| ------- | -------------------------- | ------------- |
| 2008-   | Alessandro Pruiti Ciarello | Llista cívica |